# Hieracium oletatum
Hieracium oletatum es una especie de planta con flor del género Hieracium, de la familia Asteraceae, orden Asterales.

## Distribución
Hieracium oletatum se distribuye por Suecia.

## Taxonomía
Fue descrita científicamente por (Johanss. y Sam.) T. Tyler.